# Arthur Lennox
Pour les articles homonymes, voir Lennox.
Arthur Lennox (2 octobre 1806 – 15 janvier 1864) est un homme politique britannique. C'est le plus jeune fils du 4e duc de Richmond.

## Biographie
Il rejoint l'armée et est nommé lieutenant-colonel en 1842. Il commande le 71e régiment à pied d'infanterie légère des Highlands, puis le 72e régiment à pied du duc d'Albany d'Highlanders, en 1843. Il commande le Durham Light Infantry en 1852-1853, et est fait lieutenant-commandant de la Royal Sussex Light Infantry en 1860.
Le 1er juillet 1835, il se marie avec Adélaïde Constance Campbell et a 4 enfants, dont : 
- Constance Lennox (mars 1832 – 20 juin 1925), qui se marie avec George Russell de Swallowfield, 4e baronnet, et a une nombreuse descendance.
- Ada Fanny Susan Lennox († 22 novembre 1881)
- Ethel Lennox
- Arthur Charles Wriothesley Lennox (1842 – 12 octobre 1876)

## Sources
- (en) Cet article est partiellement ou en totalité issu de l’article de Wikipédia en anglais intitulé « Lord Arthur Lennox » (voir la liste des auteurs).
- M. Rougé : Evocation de l'Inde d'autrefois : À propos de la tombe d'Edouard et Georgina Mottet de La Fontaine au cimetière de Dinan.